# Adam Archuleta
Adam Jason Archuleta (Rock Springs, 27 novembre 1977) è un ex giocatore di football americano statunitense che ha militato nel ruolo di safety nella National Football League (NFL).

## Carriera

### St. Louis Rams
Al college Archuleta giocò a football ad Arizona State, venendo premiato come difensore dell'anno della Pacific Ten Conference. Fu scelto come ventesimo assoluto nel Draft NFL 2001 dai St. Louis Rams. Dopo la sua prima stagione fu inserito nella formazione ideale dei rookie da The Football News e Pro Football Weekly dopo avere disputato 13 partite, di cui 12 come titolare, con 81 tackle, 2 sack, 5 passaggi deviati, 2 fumble forzati e uno recuperato. Nel 2002 disputò tutte le 16 partite come titolare, guidando la squadra con 149 placcaggi, oltre a 2,5 sack, un intercetto e 4 passaggi deviati. L'anno seguente ebbe 101 tackle, 5 sack e un intercetto. Quei 5 sack furono il massimo per un defensive back nella NFL nel 2003. Alla fine di novembre fu premiato come miglior difensore della NFC del mese.
Nel 2004 Archuleta disputò tutte le 16 partite, di cui 14 come titolare, oltre a due gare di playoff, malgrado un fastidioso infortunio alla schiena. Per la terza stagione consecutiva superò quota 100 placcaggi, terminando a quota 123, con 2 sack. Nel Monday Night Football del 18 ottobre contro i Tampa Bay Buccaneers forzò un fumble su Michael Pittman che recuperò egli stesso e ritornò per 93 yard in touchdown. Nel 2005 disputò 14 partite, tutte come titolare, con 93 tackle, 3,5 sack e un intercetto ritornato per 85 yard in touchdown nel terzo turno contro i Tennessee Titans.

### Washington Redskins
Divenuto free agent dopo la stagione 2005, Archuleta divenne una delle safety più ambite sul mercato. Firmò con i Washington Redskins che lo resero, in quel momento, la safety più pagata della storia, con contratto di sei anni del valore di 30 milioni di dollari. Disputò come titolare 7 gare su 16, con 50 tackle e un sack e un massimo in carriera di 17 placcaggi negli special team. Faticò tuttavia in copertura nei passaggi in profondità e fu sostituito come strong safety da Troy Vincent e giocò negli special team nella seconda parte dell'anno.  Il 28 dicembre 2006 Archuleta espresse il suo disappunto su come i Redskins lo stavano utilizzando e per la mancanza di comunicazione con lo staff dell'allenatore Joe Gibbs.

### Chicago Bears
Il 20 marzo 2007 i Redskins cedettero Archuleta ai Chicago Bears per una scelta del sesto giro del Draft NFL 2007. I Bears acconsentirono a pagargli un contratto triennale da 8,1 milioni di dollari. Lì ritrovò il suo ex allenatore ai Rams Lovie Smith, ma non rispettò le attese nella stagione 2007. Disputò 15 partite, di cui 10 come titolare, terminando con 61 placcaggi, un intercetto, un fumble forzato e uno recuperato.  I Bears lo svincolarono il 6 maggio 2008.

### Oakland Raiders
L'11 agosto 2008 Archuleta firmò con gli Oakland Raiders che avevano l'intento di spostarlo nel ruolo di linebacker. Fu svincolato il 30 agosto prima dell'inizio della stagione regolare.

## Palmarès
- National Football Conference Championship: 1

St. Louis Rams: 2001

### Individuale
- Difensore della NFC del mese: 1

novembre 2003
- PFWA All-Rookie Team - 2001